# 도야마 도모마사

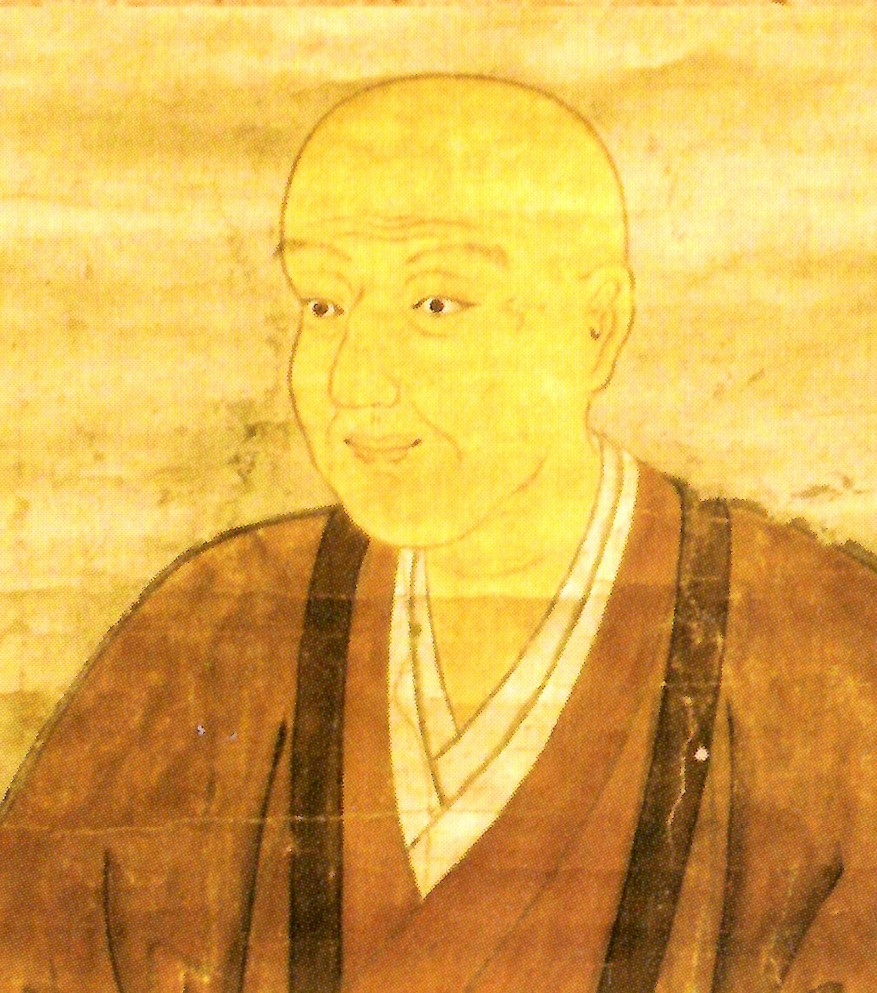
도야마 도모마사

도야마 도모마사(遠山友政)는 센고쿠 시대부터 에도 시대 초기까지의 무장, 다이묘이다. 미노국(美濃国) 나에기 성주(苗木城主)이자 나에기 번(苗木藩) 초대 번주이다. 아버지는 도야마 도모타다(遠山友忠), 어머니는 오다 노부나가의 조카이다.
|  | 제1대 나에기 번 번주 1600년 ~ 1620년 | 후임 도야마 히데토모 |